# 尼博洛斯
尼博洛斯（希臘語：Νέβουλος，Neboulos）是一名是效命于东罗马帝国皇帝查士丁尼二世的将领。他可能是斯拉夫人或保加尔人。在赛巴斯托城战役中，尼博洛斯带着他的军队向伍麦叶王朝军队倒戈，导致东罗马战败。
在688/9年，查士丁尼二世从巴尔干强迁斯拉夫人到Opsician军区（Opsician Theme）。从这支斯拉夫人中，他抽选了3万名战士。 在大约690年，尼博洛斯被任命为这支军队的指挥官。尼博洛斯的族群尚有争议。根据君士坦丁堡的尼基弗鲁斯一世的记载，他是那些斯拉夫定居者中的一名贵族。
在692/3年，斯拉夫军团完成训练，查士丁尼二世把他们归入利昂提奥斯所率领的东罗马军队，用于对伍麦叶王朝的作战。赛巴斯托城战役初期，东罗马人占有优势，直到尼博洛斯带着大约2万人投向了阿拉伯人。据称，尼博洛斯收受了穆罕默德·伊本·马尔万的贿赂。
此后，或许是一个扩大的说法，查士丁尼二世报复了剩余的斯拉夫人，他解散了军队，并把他们杀死或变卖为奴。另一方面，尼博洛斯和他的军队，被安置在伍麦叶王朝的叙利亚地区，稍后被用于对小亚细亚的作战。